# Serhiy Bezhenar
Serhiy Nikolayevich Bezhenar - em ucraniano, Сергій Миколайович Беженар (Nikopol, 9 de agosto de 1970) é um ex-futebolista ucraniano que atuava como zagueiro.
Nos tempos de União Soviética, seu nome fora russificado para Sergey Nikolaevich Bezhenar (Сергей Николаевич Беженар).

## Carreira
Sua carreira é ligada ao Dnipro Dnipropetrovsk e Dínamo de Kiev, tendo 2 passagens em ambos, não tendo muito destaque - chegara ao Dnipro em 1987, egresso do Kryvbas Kryvyi Rih, e disputou apenas 3 jogos; na primeira passagem pelo clube da capital ucraniana, ele não chegou a jogar. Foi a partir de 1990 que Bezhenar viria a ter uma sequência expressiva de jogos (128 pelo Dnipro, com 22 gols, e outras 69 pelo Dínamo, balançando as redes 8 vezes), conquistando o tetracampeonato ucraniano com o Dínamo.
Ele ainda jogaria por Erzurumspor, Chernomorets Novorossiysk, Tavriya Simferopol e Aktobe, encerrando a carreira em 2004, depois de apenas 4 partidas pelo Fakel Ivano‑Frankivsk (atual Prykarpattya Ivano-Frankivsk), na terceira divisão do Campeonato Ucraniano. Atualmente trabalha na academia de futebol do Dínamo

## Carreira internacional
Pela União Soviética, Bezhenar jogou nas seleções Olímpica e Sub-21 entre 1990 e 1991. Fez parte do elenco que disputou o Mundial Sub-20 realizado em 1989, onde a URSS perdeu para a Nigéria, em partida válida pelas quartas-de-final da competição, naquela que é considerada a maior virada na história das Copas, em qualquer nível (as Super Águias perdiam por 4 a 0 até o segundo tempo, quando empataram com 4 gols em 24 minutos, tornando o jogo conhecido como o "Milagre de Dammam". Bezhenar fez o segundo gol da URSS nesta partida. Ele não chegou a vestir a camisa da seleção principal, nem a da Seleção da CEI.
Foi um dos jogadores que entraram em campo na primeira partida oficial da Ucrânia após a dissolução da União Soviética, contra a Hungria, em 1992. Como ainda não era reconhecida oficialmente, a Seleção Ucraniana foi impedida de jogar as eliminatórias da Copa de 1994, e o zagueiro teve que esperar a liberação para jogar as eliminatórias da Eurocopa de 1996, a qual o país não conseguiu a classificação.
Bezhenar jogou pela Seleção Ucraniana até 1997, despedindo-se da carreira internacional com 23 partidas e um gol.